# Steppin' Out (Eric Clapton)
Steppin' Out è un album di raccolta del musicista britannico Eric Clapton, pubblicato nel 1981.

## Tracce
Side 1
1. Ramblin' On My Mind (Robert Johnson, arr. John Mayall) - 3:05
2. Little Girl (Mayall) - 2:36
3. All Your Love (Otis Rush) - 3:34
4. Key to Love (Mayall) - 2:09
5. Double Crossin' Time (Mayall, Clapton) - 3:02
6. Have You Heard (Mayall) - 5:53

Side 2
1. Hideaway (Freddie King, Sonny Thompson) - 3:15
2. Third Degree (Boyd) - 3:17
3. Lonely Years (Mayall) - 3:17
4. Pretty Girls Everywhere (Church, Williams) - 2:49
5. Calcutta Blues (Champion Jack Dupree) - 4:01
6. Steppin' Out (James Bracken) - 2:26